# Johann Wittenborg
Johann Wittenborg (* um 1321 in Lübeck; † zwischen dem 15. August und dem 21. September 1363 ebenda) war ein Kaufmann und Bürgermeister der Hansestadt Lübeck.

## Leben
Wittenborg war Sohn eines Lübecker Bürgers und heiratete gegen 1350 in die Lübecker Ratsfamilie von Bardewik ein. Aus seiner ersten Zeit wird von Reisen nach Flandern (wohl Brügge) und England berichtet. Als Kaufmann handelte er vom Baltikum bis nach London und Flandern Tuche, Getreide und Pelze. Seine Geschäfte sind durch ein überliefertes Rechnungsbuch der Jahre 1346–1359 dokumentiert, das bereits von seinem Vater, dem Kaufmann Hermann Wittenborg, begonnen wurde.
Dem Rat der Stadt gehörte Johann Wittenborg etwa seit 1350 an. Er vertrat Lübeck auf den Hansetagen in Rostock (1358) und zumindest seit 1359 als Bürgermeister der Stadt in Greifswald (1361). Dort wurde ihm nach der Eroberung Visbys durch die Dänen (1361) der Oberbefehl über die Flotte der hanseatischen Seemacht im Krieg gegen König Waldemar IV. von Dänemark übertragen. Die Flotte kehrte 1362 erfolglos und schwer dezimiert nach der Belagerung Helsingborgs vom Öresund in die Heimathäfen zurück. Wittenborg hatte den Fehler begangen, für die Belagerung zu viele Mannschaften an Land zu setzen, so dass seine Schiffe für die Dänen leichte Beute wurden. Zwölf Koggen gingen der Hanseflotte so verloren. Wittenborg wurde bei seiner Rückkehr nach Lübeck seiner Ämter enthoben und im Marstall gefangen gesetzt.

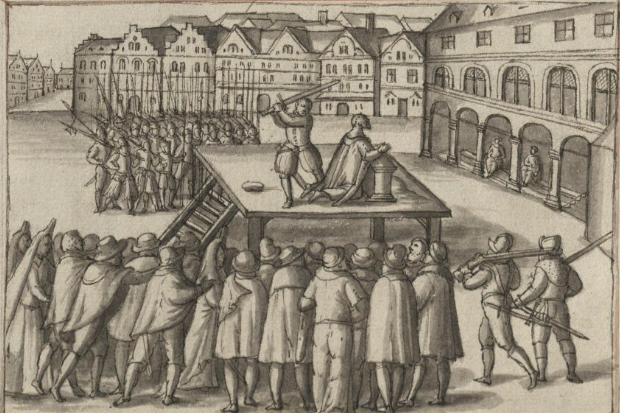
Hinrichtung von Bürgermeister Wittenborg in der Chronik von Heinrich Rehbein (um 1620)

Der Hansetag im Januar 1363 in Stralsund zog ihn zur Rechenschaft; er hatte zwar Fürsprecher, wurde aber dennoch wegen der erlittenen Niederlage und „propter alias causas quas cum eo specialiter haberet (civitas)“ zum Tode verurteilt. Die Hinrichtung fand im August/September 1363 auf dem Lübecker Markt durch Enthaupten statt. Sein Testament aus dem Jahre 1362 findet sich bei Carl Wilhelm Pauli in Band 3 der Abhandlungen aus dem Lübischen Recht. Darin sprach er auch ein Vermächtnis für seinen Onkel, den Dominikaner und Schweriner Weihbischof Goswinus Grope, aus. Bei den Dominikanern des Lübecker Burgklosters wurde er auch begraben.
Der fast verlorene Krieg der Hanse wurde durch den Frieden von Vordingborg (1365) beendet.

## Familie
Wittenborg war verheiratet mit Elisabeth/Telse von Bardewik, einer Tochter des Lübecker Ratsherrn Arnold von Bardewik. Aus der Ehe gingen sechs oder sieben Kinder hervor.

## Rezeption
Der Lebenslauf Wittenborgs ist als Graphic Novel aus dem Jahr 2024 in  Der Kopf der Hanse von Jens Natter beschrieben.